# Copa Tower 1917/18
Die Copa Tower 1917/18 war die zehnte Austragung des mexikanischen Fußball-Pokalwettbewerbs, der bis 1921 die Bezeichnung des britischen Botschafters Reginald Thomas Tower (1860–1939) trug, der das Turnier ins Leben gerufen hatte.
Teilnehmer waren die sieben Mannschaften, die in derselben Spielzeit für die Primera Fuerza spielberechtigt waren. Pokalsieger wurde der Real Club España, der sich – ebenso wie der FV Germania – vorzeitig aus dem Spielbetrieb der Punktspielrunde zurückgezogen hatte, so dass die Liga der Saison 1917/18 nur mit fünf Mannschaften abschloss. Endspielgegner war die Mannschaft der Tigres, die das Turnier noch unter dem Vereinsnamen des Junior Club begonnen hatte und sich vor dem Halbfinale umbenannt hatte.

## Modus
Das Turnier wurde im K.o.-Verfahren ausgetragen. Es begann mit der am 16. März 1918 ausgetragenen Vorrunde und endete mit dem am 28. April 1918 ausgetragenen Pokalfinale.

## Die Spiele

### Vorrunde
|             | Ergebnis |             |
| ----------- | -------- | ----------- |
| Junior Club | 2:0      | FV Germania |

### Erste Runde
|                  | Gesamt    |                   | Hinspiel | Rückspiel |
| ---------------- | --------- | ----------------- | -------- | --------- |
| Real Club España | 2:1       | Pachuca AC        | 1:1      | 1:0       |
| Club América     | 2:1       | CF México         |          |           |
| Junior Club      | 2:1 n. V. | Deportivo Español |          |           |

### Halbfinale
|                  | Ergebnis |              |
| ---------------- | -------- | ------------ |
| Real Club España | 4:0      | Club América |

- Freilos: Tigres

### Finale
|                  | Ergebnis |        |
| ---------------- | -------- | ------ |
| Real Club España | 1:0      | Tigres |

Das Siegtor für die Españistas erzielte Manuel Lecanda per Strafstoß.